# Hohe Birga
Koordinaten: 47° 14′ 28,7″ N, 11° 17′ 49,6″ O

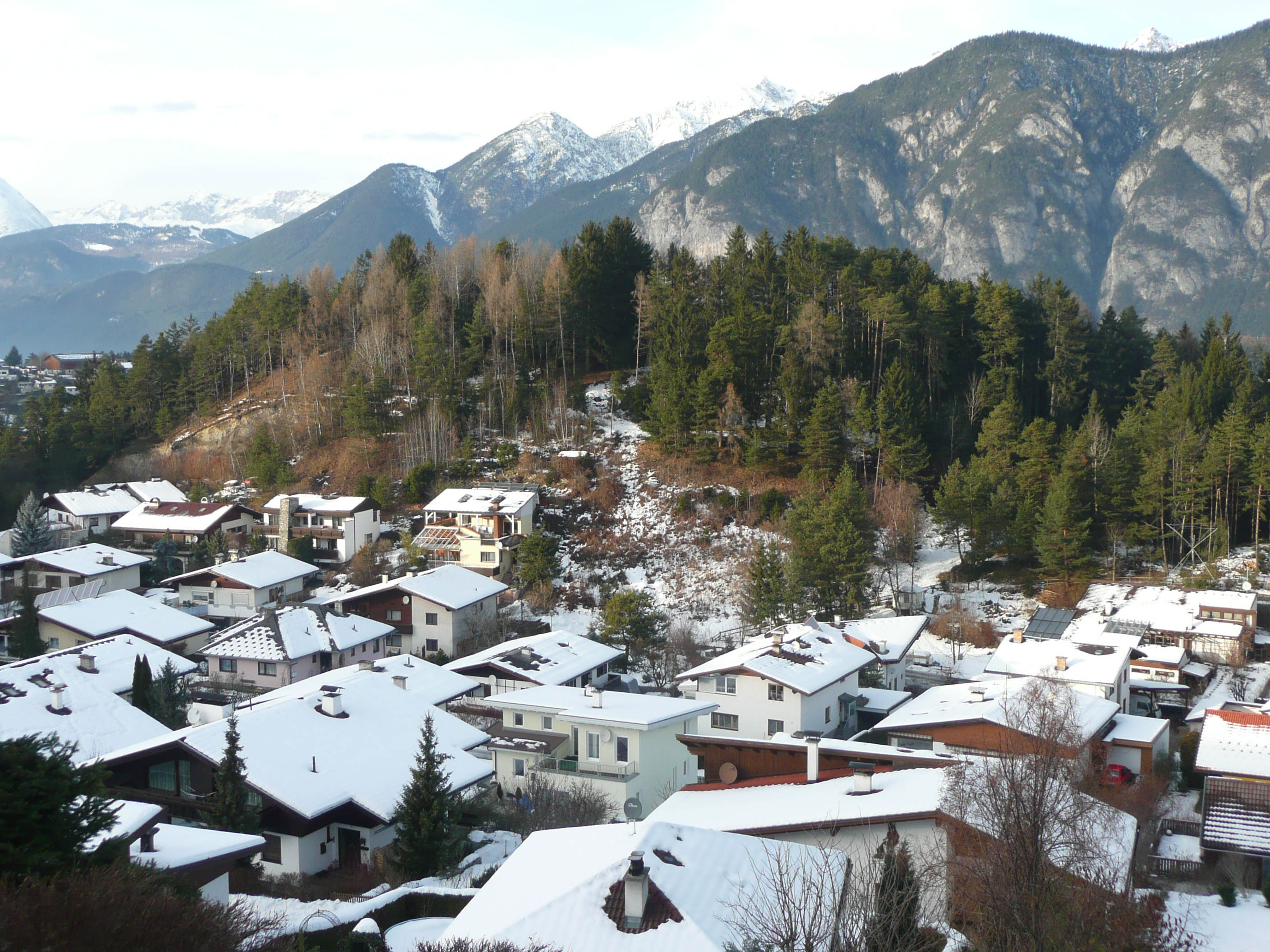
Blick auf die Hohe Birga mit Birgitz im Vordergrund

Die Hohe Birga bei Birgitz, etwa acht Kilometer von Innsbruck entfernt, ist eine Höhensiedlung der Fritzens-Sanzeno-Kultur aus dem 1. Jahrtausend v. Chr. auf einem Moränenrücken.

## Entdeckung

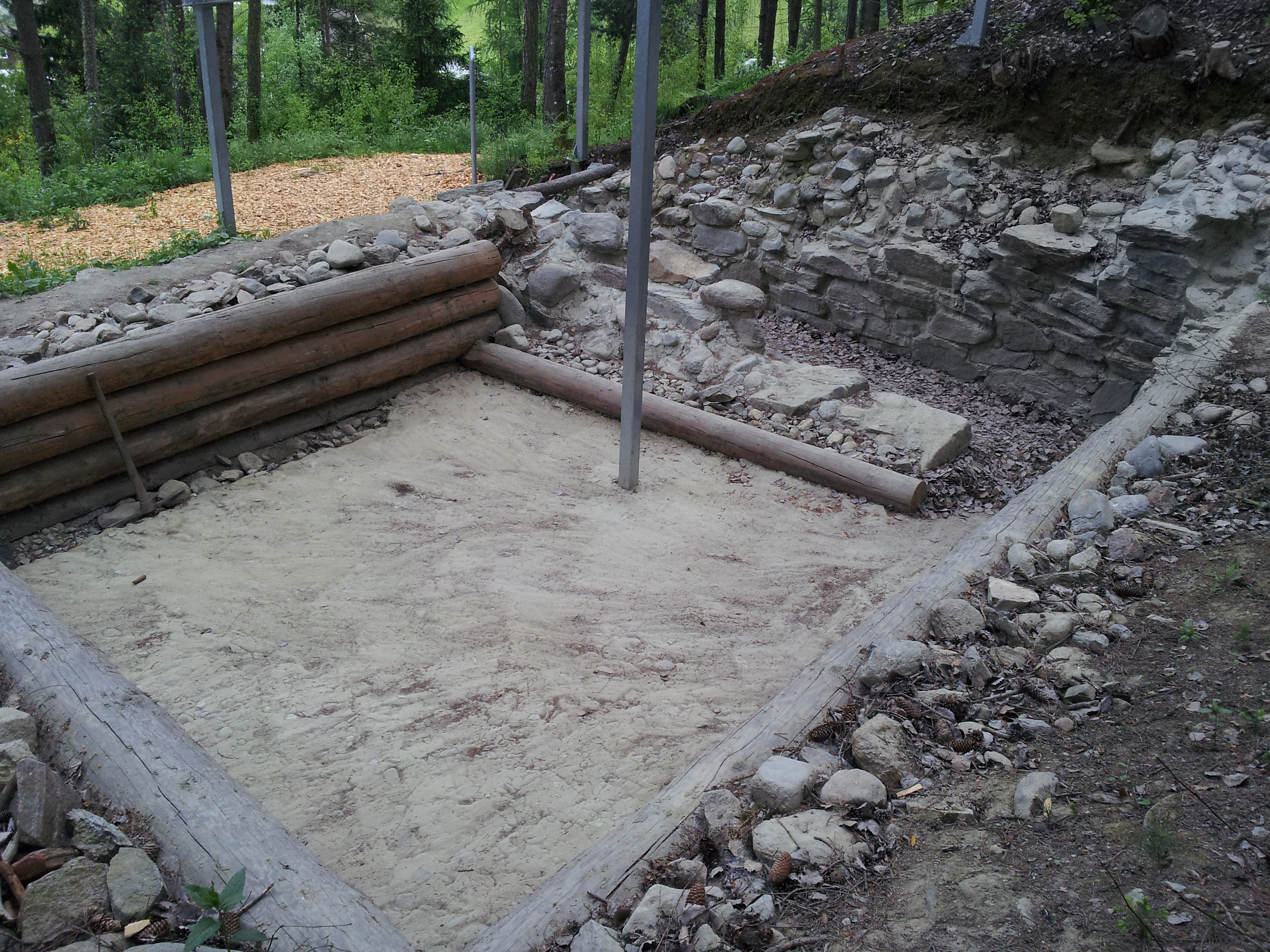
Freigelegte Grundmauern eines Hauses

Oswald Menghin konnte 1937 einen Waldhügel ausmachen, der sich als Wallberg geeignet hätte. Er entdeckte neun von Menschenhand gefertigte Plateaustufen, welche von den Ortsbewohnern „Riesenstiege“ genannt wurden. Bei den folgenden Untersuchungen stellte sich heraus, dass diese Stufen aus dem Mittelalter stammen. An der Südkante des Waldhügels fand Menghin eine Steinsetzung, welche er als Schutzwall einstufte. Dies wird von der neueren Forschung nicht mehr bestätigt. Von August bis Oktober 1938 wurden Grabungen durchgeführt, welche aber Ende Oktober aufgrund des Kriegsbeginns abgebrochen werden mussten.
Osmund Menghin (Oswalds Sohn) führte von 1949 bis 1956 erfolgreiche Grabungskampagnen durch. Durch die Grabung wurden die Gruben von 13 Häuser nachgewiesen – eines erwies sich bei weiteren Untersuchungen als Zisterne – von denen drei teilweise erhaltene Grundmauern heute noch zu sehen sind. Die Wohnhäuser (auch zweigeschoßig) entsprechen dem rätischen Typ und weisen Trockenmauerwerk, Lehmverputz und Holzaufbau auf. Mächtige Brandschichten deuten auf eine gewaltsame Vernichtung der Siedlung in der Spätlatènezeit hin, was mit den Augusteischen Alpenfeldzügen in Verbindung gebracht wird.

## Funde
Paul Gleirscher untersuchte und publizierte die Kleinfunde der Hohen Birga, welche Fibeln, Glasarmreifen, Geschirr, Gerätschaften, Bronze- und Eisenbarren, einen Webstuhl sowie Knochen- und Steinfunde beinhalten. Sie waren in zwei Gebäuden konzentriert, die anderen dürften systematisch ausgeräumt worden sein.
Die einzigen Waffen des Siedlungsplatzes waren eine Lanzenspitze mit zwei Lanzenschuhen aus Eisen und eine steinerne Pfeilspitze, die allerdings aus der jüngeren Steinzeit bzw. der Frühbronzezeit stammt. Fremde Fibelformen und Fremdkeramik lassen auf Handelsbeziehungen und Wohlstand schließen.

## Verein und Museum

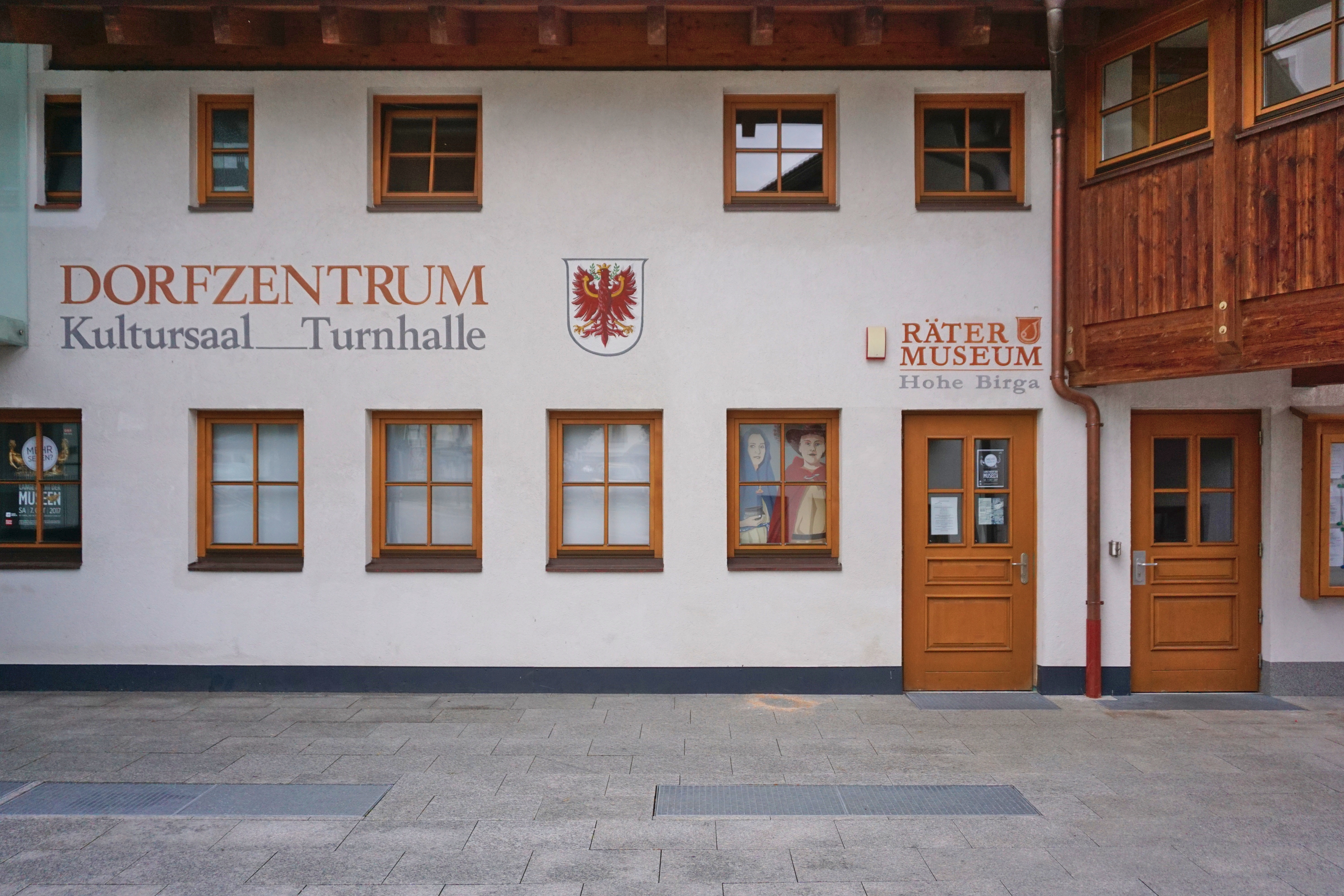
Rätermuseum in Birgitz

Im Mai 2001 gründete sich der Verein „Archäotop Hohe Birga“. Dieser betreibt und betreut das seit Mai 2013 im Gemeindeamt Birgitz eröffnete Rätermuseum, in welchem viele der Fundgegenstände ausgestellt sind.